# Sugar & Spice (Mýa)
Sugar & Spice è il quinto album discografico della cantante statunitense Mýa, pubblicato nel dicembre 2008 in Giappone.

## Tracce
1. Must Be the Music – 4:55
2. Paradise – 3:24
3. Sold on Your Love – 5:55
4. One for You – 4:06
5. Almost Naked – 3:39
6. Cry No More – 4:23
7. Ego Trippin' – 4:06
8. Let's Go to War (introduzione Faith Boogie) – 3:05
9. All in Your Mind – 3:02
10. Shy Guy – 4:03
11. Money Can't Buy My Love – 4:50
12. Back to Disco (70's Disco) – 4:28

Bonus tracks
1. Fallen (Part 2) (feat. Tre) – 3:44
2. Paradise (Remix) (feat. Sean Paul) – 3:24